# Paprika křovitá
Paprika křovitá (Capsicum frutescens) je druh chilli papričky, jež bývá někdy považována za příslušníka druhu paprika setá. Kultivary papriky křovité mohou být jednoleté nebo po kratší dobu žijící trvalky. Mají bílé květy se zelenobílou či zelenožlutou korunou a jsou opylovány buď hmyzem, nebo jsou samosprašné. Plody rostou vzpřímeně a mají kuželovitý až kopinatý tvar. Obvykle jsou velmi drobné a štiplavé. Dorůstají délky 10–20 mm a průměru mívají mezi 3–7 mm. Papričky jsou během růstu obvykle světle zelené a jak dozrávají, získávají jasně rudou barvu. Mohou se však zbarvit i jinak. V porovnání s jinými druhy paprik se paprika křovitá vyznačuje menší paletou tvarů. Možná je to dáno nedostatkem šlechtitelského zájmu pěstitelů v minulosti. Nedávno se však tento druh začal díky značnému množství vzpřímených barevných papriček na keřících pěstovat pro okrasné účely.

## Rozšíření
Paprika křovitá pochází pravděpodobně z Jižní nebo Střední Ameriky. Rychle se v tamějších tropických a subtropických oblastech rozšířila a stále tam divoce roste. V současné době se přirozeně vyskytuje ve většině Střední Ameriky i v severní a západní části Ameriky Jižní. Paprika křovitá je považována za předka druhu paprika čínská (Capsicum chinense) .

## Kultivary
Druh paprika křovitá zahrnuje následující kultivary a/nebo variety čili odrůdy:
- Piri piri (východ střední Afriky), zvaná též Africký ďábel
- Kambuzi (Malawi)
- Malagueta (Brazílie)
- Tabasco (Střední a Jižní Amerika, Mexiko, Karibik), vyrábí se z ní stejnojmenná omáčka
- Tjabe Rawit (Indonésie),[5] používá se do pálivých omáček sambal[6]
- Siling labuyo (Filipíny)
- Xiaomila (provincie Jün-nan), jedna ze 3 nejpoužívanějších chilli papriček v Číně